# Phoradendron nitidum
Phoradendron nitidum är en sandelträdsväxtart som först beskrevs av Gardn., och fick sitt nu gällande namn av August Wilhelm Eichler. Phoradendron nitidum ingår i släktet Phoradendron och familjen sandelträdsväxter. Inga underarter finns listade i Catalogue of Life.